# Vrilletta decorata
Vrilletta decorata är en skalbaggsart som beskrevs av Van Dyke 1918. Vrilletta decorata ingår i släktet Vrilletta och familjen trägnagare. Inga underarter finns listade i Catalogue of Life.